# Petrovice nad Úhlavou
Petrovice nad Úhlavou (německy Petrowitz an der Angel) jsou malá vesnice, část města Janovice nad Úhlavou v okrese Klatovy v Plzeňském kraji. Nachází se asi 3,5 kilometru jihozápadně od Janovic nad Úhlavou. Prochází zde silnice II/191. Petrovice nad Úhlavou jsou také název katastrálního území o rozloze 4,42 km².

## Historie
První písemná zmínka o vesnici pochází z roku 1379, kdy patřila k panství hradu Pajrek. V roce 1475 ji od Jana Pajreka z Janovic koupila Jitka z Nečtin a její synové Jindřich a Heřman Janovští z Janovic ji připojili ke svému janovickému panství, u kterého Petrovice zůstaly až do roku 1539. Tehdy z nich byl vytvořen samostatný statek pro Oldřicha z Janovic. Jeho synové Racek a Vilém z Janovic jej vlastnili až do roku 1590, kdy vesnici získali synové Jindřicha Janovského. V letech 1611–1615 ve vsi sídlil Zdebor Příchovský z Příchovic. Posledním majitelem, který sídlil na petrovické tvrzi, byl Jan Vilém Příchovský. Od něj ji koupil Vilém Albrecht I. Krakovský z Kolovrat a připojil ji k dešenickému panství.

## Obyvatelstvo
| Rok            | 1869 | 1880 | 1890 | 1900 | 1910 | 1921 | 1930 | 1950 | 1961 | 1970 | 1980 | 1991 | 2001 | 2011 | 2021 |
| -------------- | ---- | ---- | ---- | ---- | ---- | ---- | ---- | ---- | ---- | ---- | ---- | ---- | ---- | ---- | ---- |
| Počet obyvatel | 271  | 275  | 250  | 239  | 258  | 271  | 256  | 199  | 171  | 131  | 104  | 95   | 90   | 86   | 108  |
| Počet domů     | 39   | 43   | 44   | 41   | 43   | 43   | 45   | 43   | 37   | 36   | 31   | 33   | 35   | 40   | 40   |

## Obecní správa
Při sčítání lidu v letech 1850–1975 Petrovice nad Úhlavou byly samostatnou obcí v okrese Klatovy. Od 1. července 1975 do 31. prosince 1975 byly částí obce Bystřice nad Úhlavou v okrese Klatovy. Od 1. ledna 1976 jsou částí města Janovice nad Úhlavou v okrese Klatovy.

## Pamětihodnosti
- Bývalá tvrz na severní straně návsi založená v polovině šestnáctého století Oldřichem z Janovic.[8]
- Venkovská usedlost čp. 5 v jihovýchodní části návsi